# Batalha de Santa Ana
A Batalha de Santa Ana foi uma batalha entre as forças portuguesas sob o comando de Alejandro Queiró no Rio Grande do Sul em 22 de fevereiro de 1816, a batalha levou 3 horas e terminou com a derrota portuguesa. Após o ataque português, o líder rebelde uruguaio José Artigas tentou tomar para si, Portugal invadindo então o território brasileiro sob o domínio português iniciando a guerra.